# Don't Let's Start (EP)
Don't Let's Start é o primeiro EP da banda They Might Be Giants, lançado a 2 de Novembro de 1987.
Todas as faixas foram incluídas nas compilações Miscellaneous T e Then: The Earlier Years.
| Críticas profissionais                                                      | Críticas profissionais |
| Avaliações da crítica                                                       | Avaliações da crítica  |
| Fonte                                                                       | Avaliação              |
| --------------------------------------------------------------------------- | ---------------------- |
| allmusic                                                                    | [ 2 ]                  |
| Esta tabela precisa de ser acompanhada por texto em prosa. Consulte o guia. |                        |

## Faixas
1. "Don't Let's Start" (single mix)
2. "We're The Replacements"
3. "When It Rains It Snows"
4. "The Famous Polka"